# Тупокришник повзучий
Тупокришник повзучий (Amblystegium serpens) — вид мохів порядку гіпнобрієвих (Hypnales).

## Поширення
Ареал охоплює такі частини світу: Європа, Північна Америка, Південна Америка, Азія, Австралія, Нова Зеландія.
Населяє стовбури дерев, гнилу деревину, камені, ґрунт, (іноді солоні) від боліт до ксеричних місць; від низьких до високих (0–3000 метрів).

## Галерея

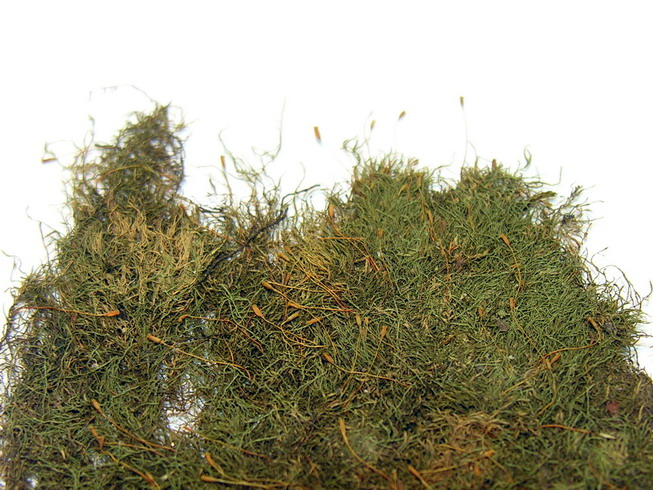
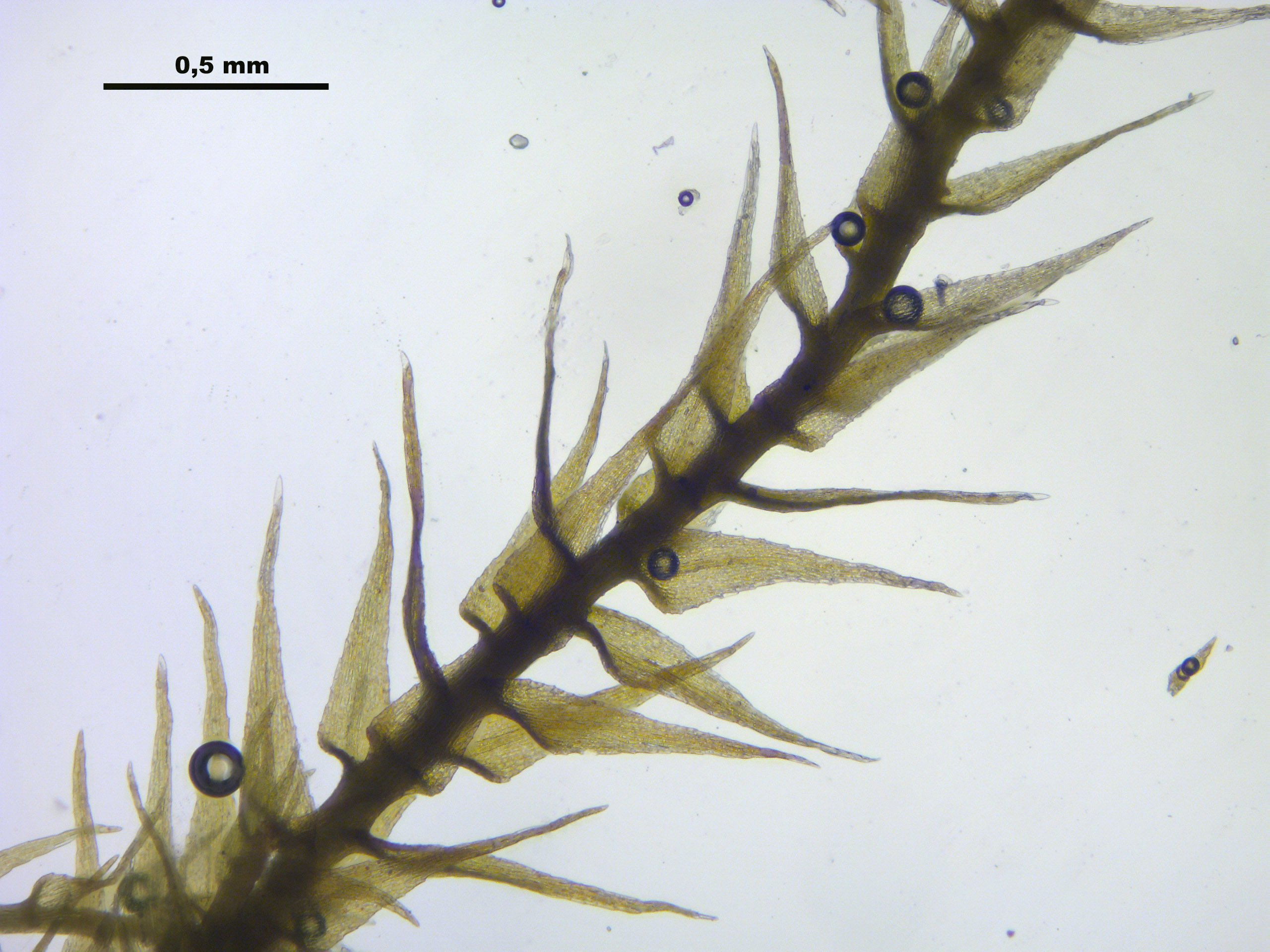
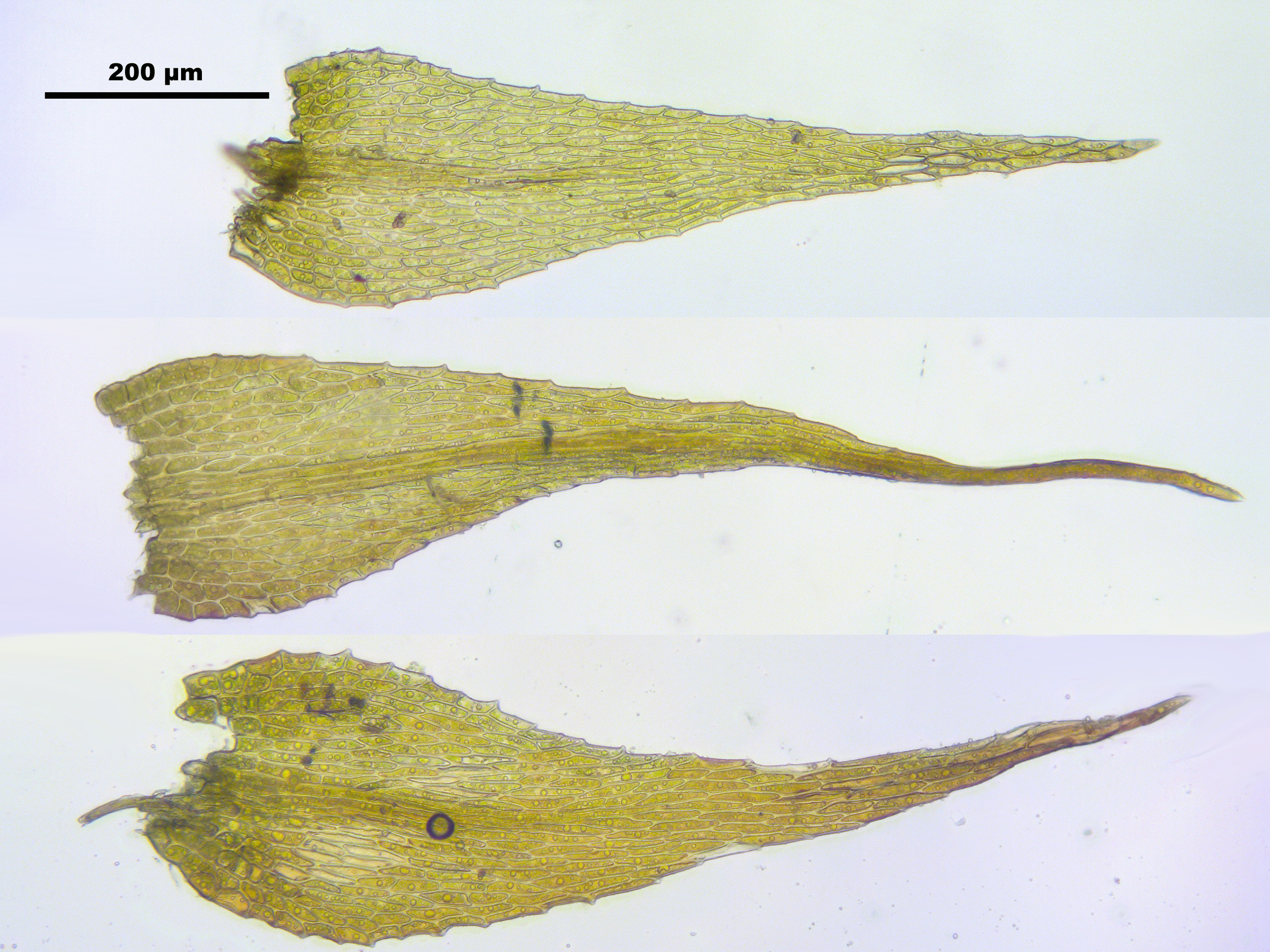

## Характеристика
Рослини в тонких, м'яких килимках. Стебла повзучі. Стеблові й гілкові листки схожі, м'які, неплоскі, злегка увігнуті. Коробочкові ніжки червонуваті, подовжені, 1–2.5 см. Коробочка 1.5–2 мм, шийка добре розвинена. Спори кулясті, від гладких до мілко-сосочкових.